# Yorik des tempêtes
Pour les articles homonymes, voir Tempête (homonymie).
Yorik des Tempêtes est une bande dessinée de pirates créée par André-Paul Duchâteau (scénario) et Eddy Paape (dessin) dans le journal de Tintin en 1971.

## Présentation
En 1971, André-Paul Duchâteau propose à Eddy Paape une nouvelle série, Yorik des tempêtes. Yorik est un jeune flibustier qui parcourt les mers et auquel arrivent de nombreuses aventures mettant en scène des pirates. Ce sont d'abord de courts récits qui sont publiés dans le journal de Tintin de février à avril, en août, septembre et décembre 1971 ainsi que dans les sélections no 10 et 13 de 1971, no 16 en 1972 et no 19 en 1973.
Les scénarios sont classiques et le style graphique est réaliste.

## Contexte
Le succès commercial de Pif Gadget en février 1969 repose sur deux concepts forts : le gadget bien sûr mais aussi la suppression des histoires à suivre au profit de récits complets d’une dizaine de pages chacun.
Dans le même temps Pilote gagne un lectorat plus adulte grâce à ses pages actualités tandis que les ventes du Journal de Tintin s’érodent. 

Ceci amène Greg, alors rédacteur en chef à changer la maquette du journal et, sans toutefois abandonner les histoires à suivre, proposer également des récits complets.
Mais plus encore que de proposer des récits uniques, Greg suggère à ses auteurs de décomposer leurs histoires en chapitres indépendants, pouvant se lire seuls, mais dont la continuité forme un cycle complet. 
Sur ce principe sont créés Go West (à partir du #1159) par Derib, Les Panthères (à partir du #1164) par Edouard Aidans, etc.

## Les publications en journal
Le numéro 1159 du 14 janvier 1971 voit donc apparaître un nouveau héros sous le titre de Yorik des Tempêtes. Ce premier récit de 8 planches sera suivi de 5 autres pour former une histoire complète qui sera publiée en album dans la collection Jeune Europe en 1975.
Fils d’un armateur de Lorient, Yorik a pour compagnons Farfadet et Tête d’Enclume. Un quatrième larron, le Penseur, est retenu prisonnier par le pirate Garcia le Nyctalope. Seule solution aller délivrer le prisonnier en se faisant passer pour un navire négrier car le forban est aussi un marchand d’esclaves.
Parallèlement à cela 3 histoires de 16 pages seront publiées dans Tintin Sélection, revue dérivée en format de poche.

### Tintin
- #1159 – L’abordage – 8 planches
- #1160 – Port-Garcia – 8 planches
- #1161 – La poursuite – 8 planches
- #1165 – Le piège de Garcia – 8 planches
- #1166 – L’attaque – 7 planches
- #1169 – Duel dans la nuit – 7 planches

### Tintin Sélection
- #10 – Les naufrageurs – 16 planches
- #13 – Le vaisseau fantôme – 16 planches
- #16 – La taverne des recruteurs – 16 planches
- #19 – Dent-de-Scie – nouvelle

## Les albums
- Yorik des Tempêtes, Dargaud/Le Lombard, collection « Jeune Europe », 1975. Reprise des récits publiés dans Tintin.
- Les Naufrageurs, Bédéscope, 1980. Reprise en N&B des récits publiés dans Tintin Sélection.
- Yorik des Tempêtes (édition intégrale), Le Lombard, collection « Phylactère », 1982  (ISBN 2-8036-0027-7). Les histoires parues dans Tintin Sélection ont été remontées pour l’occasion. Le format de cette revue correspondant grosso modo à la moitié de l’hebdomadaire, elles sont ici réduites à 8 planches chacune sans qu’aucune case ne soit perdue.

### Documentation
- Patrick Gaumer, « Yorik des tempêtes », dans Dictionnaire mondial de la BD, Paris, Larousse, 2010 (ISBN 9782035843319), p. 930.